# ケン・マスターズ
ケン・マスターズ（Ken Masters、拳）は、カプコンの対戦型格闘ゲーム『ストリートファイター』シリーズに登場する架空の人物。主役であるリュウの親友かつライバル的存在である。

## 概要
初代『ストリートファイター』（以下『ストI』と表記）で2P側のキャラクターとして初登場。『ストリートファイターII』（以下『ストII』と表記）で独立したプレイヤーキャラクターになった。
『ストII』よりアメリカ代表として登場するが、日本生まれの日本育ちである。名前は『ストI』では「拳」と漢字が使用されている。名前は『ストI』のプランナーである松本裕司から取られる予定だったが、語感を考慮した結果ケン（拳）となった。フルネーム「ケン・マスターズ」の初出はアニメ映画『ストリートファイターII MOVIE』。
『ストI』や『ストII』、『ストリートファイターIII』（以下『ストIII』と表記）では日本出身として、『ストリートファイターZERO』（以下『ZERO』と表記）と『ストリートファイターIV』（以下『ストIV』と表記）ではアメリカ出身となっている。『ストII』では日本出身の在米邦人で、母の祖国アメリカに武者修行に行っていることになっている。

## キャラクターの設定
設定については後述する補足も参照。
長く伸ばしたブロンドヘアと黒い眉毛に、赤色の道着がトレードマークの格闘家。
母方の祖父にアメリカ人を持つクォーター。実家は「マスターズ財団」と呼ばれる大企業で、ケンは御曹司という立場になる。現在はサンフランシスコ在住。
同門出身でシリーズの主人公であるリュウとは、育った環境も性格も違うが、師匠・剛拳のもとで少年時代を共に過ごした親友であり最大のライバルであり、後年では「全米格闘王」の異名で一目置かれる有名人にもなっている。
『ZERO』シリーズでは腰まで届くほど髪を伸ばしており、赤いリボンで先の方を縛っている。『ストリートファイターV』（以下『ストV』と表記）ではポニーテールである。

## 来歴
『ストI』では幼い頃から様々な格闘技を学び、ついには独自の格闘スタイルを確立したとされている。『スーパーストリートファイターII X』（以下『スパII X』と表記）以降は剛拳の弟子とされ、幼い頃に彼のもとへ弟子入りして格闘家への道を歩む。ケンが弟子入りするまでの経緯は明らかにされていないが、中平正彦の漫画『RYU FINAL』では父の書庫で見つけた文献が入門するきっかけだったとケン自ら語っている。そこで同じく弟子入りしていた少年・リュウと出会い、ともに修行の日々を過ごす。
その後、母の祖国であるアメリカへ渡り、頼れる親族も友人も居ない地で武者修行を開始。リュウがムエタイの帝王サガットを破ったと聞き、自身もストリートファイトをしながら全米格闘選手権やワールドバトルトーナメントツアーなどの数多くの格闘大会に出場し、優勝を飾る（『ZERO』）。また、その際に出会ったアメリカ人女性のイライザと恋人同士になり、その後しばらくは実戦から遠ざかる生活を送っていたが、リュウから届いた一通の手紙がきっかけとなり再び闘いに身を投じる（『ストII』）。
このとき行われた世界格闘大会後、イライザと結婚し、後にマスターズ財団を継ぎ社長職に就任する。叔父は政界に顔のきく一流のマネージャーであり、ケンに経営の才ありと見込んで経営学を学ぶようアプローチをかけていたが、格闘に夢中のケンに断られ続けていた。
前回の世界格闘大会から約3年後、再び格闘大会が開催されることを知り、リュウから再戦を望む手紙が届くが、イライザが妊娠中のため旅立ちをためらうも、イライザ本人に励まされ、旅立ちを決意する（『ストIV』）。リュウとの再戦を果たし、ケンが戻ってきてからしばらくして、イライザは無事出産を果たし、ケンは晴れて父親となる（『スパIV』）。
『ストII』から約7年が経った頃には息子・メルもすくすくと成長し、不本意ながら弟子も持つようになる（『ストIII』）。
仕事と家庭を持ったことで格闘家としての闘志が揺らぐときもあったが、多くの格闘家たちとの闘いや自分を支えてくれる家族の存在を力に変えることで、自分のやり方で自分の強さに磨きをかけ、リュウと再戦を果たすという目的を見つけ出す。
順風満帆なケンだったが、立場に変化が生じていく内に追い詰められていき、その最中にある事件のテロリストの首謀者という嫌疑をかけられたため、家族の元を離れ、地位を捨てて潜伏する（『ストリートファイター6』〈以下『スト6』と表記〉）。

## 人物紹介
リュウとは対照的に、社交的で派手好き。軟派で軽い性格だが、浮世離れした性格のリュウに比べると、常識的でもある。自信過剰でビッグマウスともとれる発言も見受けられるが、実はかなりの努力家である。リュウに置いていかれることに焦りを見せていた時期（下記参照）もあったが、誰よりもリュウの実力を認めている。『スト6』では性格に陰りが目立っている。
自身の髪の毛は元来黒髪で、自分で金髪に染めている（金髪なのに眉毛が黒いのはこのため）。『波動拳の謎』（新声社刊）によれば、中学の頃、髪を金髪に染めたのは不仲であった両親への反発がきっかけ。夫婦仲が良くなってからも、「仲良くしていないと不良になるぞ」という警告の意味で元に戻していない。
道着のデザインは色以外はリュウのものとよく似たものだが、リュウの道着の裾や袖が大きく破けているのに対し、ケンの道着はきちんと縫われていることが多い（『ストIII』や『NAMCO x CAPCOM』などの一部作品ではリュウのものと同じく袖が破けたものを着用している）。デザインが一新された『ストV』では道着を上半身肌脱ぎにし、道着と同色の差しが入った黒のスポーツウェア姿で、足に黒のレッグガードを着用し、黒のグローブを着用している。『スト6』では黒のスポーツウェアの上にESCと背に書かれた作業服を着て赤色の道着のズボンを身に着けている。
恋人がいる身でありながらもプレイボーイとしても有名。「女癖が悪い」「軟派」だと言われることもある。『ストII』ではリュウに「女なんぞにうつつを抜かしおって」と思われている。『ポケットファイター』のエンディングではモリガンと買い物をしている所を運悪くイライザに見つかってしまい、ケンカになった。
『ストIII』では家業を継いで社長（時系列が『ストIII』より前の『スーパーストリートファイターIV』においても、ハカンの勝利メッセージで「マスターズの社長さん」と呼ばれている）になる。
弟子にショーンがいるものの、元々弟子を取るつもりはなく、強引に押しかけられた経緯もあり、少々持て余している。そのために当初はリュウにショーンを押し付けるなどしていたが、現在ではケン自身が本格的に指導をしている様子。
自分と妻イライザの顔がペイントされたクルーザーを所有していて、『ストIII 2nd』ではホームステージにこのクルーザーが登場する。漫画『RYU FINAL』にも同様のものが登場し、ショーンも恥ずかしがっている。
『CAPCOM VS. SNK』シリーズでは、テリー・ボガードと試合開始前に演出が用意されており、SNK側ではテリーをライバル視している模様。また同じく御曹司であるロバート・ガルシアのガルシア財団と大会の共同出資をしているため、ガルシア財団とは交友関係を持つ。
『ジャスティス学園』シリーズでは、「ケン・マスターズ格闘術」という名称で格闘技の通信教育にも携わっており、同作のキャラクターである若葉ひなたと委員長がこれを受講して格闘技を身に着けている。同作の「熱血青春日記」にて、この通信空手の教材には実際に炎を出すための方法や空中で連続回転する方法などは一切書かれていないことが判明しており、ひなたは「技名に炎が付いているから」などの理由だけで自力で手足から火を出せている。
『STREET FIGHTER 暗殺拳』では原作のような明るい好青年よりも、生意気な青年という性格。幼いころから格闘術を習っていて、父に連れられて剛拳道場に修行に来る。自信過剰で自分と同じくらいのリュウに戦いを挑み、リュウが籠手を着け終わった瞬間に顔面に不意打ちをするもボディブロー一発で倒れてしまう。格闘術を習いしばらくして、波動の修行をするために剛拳が若いころに暮らしていた場所に引っ越すと、そこで若い頃に豪鬼がノートに書き留めた伝承を見つける。波動拳の撃ち方を始めると、焦りから波動を掌に作り出すことすらできないケンは、剛拳が寺に入ると持ってきたノートを見て型を作る。このことから殺意の波動はリュウよりも先にケンが初めて使ったことになる。

## 関係のあるキャラクター

### 家族
イライザ
『ストII』のエンディングにて結婚。出会いは初代『ZERO』のエンディングで、全米格闘選手権に出場するケンにイライザが声をかけたのが馴れ初めとなっている。それ以前に発行された書籍『波動拳の謎』では出会いが異なり、アメリカに渡って間もない頃のケンがスーパーマーケットに入った強盗を全員ノックアウトして去った姿を見て、イライザが一目惚れしている。『ストIV』では新しい生命を宿したとあり、『〜新たなる絆〜』では仕事に追われるケンに距離を感じており、妊娠していることを言い出せずにいた。また、作中後半ではリュウを捕まえるための人質としてS.I.N社に拉致されてしまうが、ケンの手で救出される。
イライザは、ガイルの妻であるユリアの妹であり、ガイルから見ると義妹にあたる。交友関係はかなり広く、イライザの誕生パーティーには多数の（カプコンキャラクターの）有名人が駆けつけていた。
『ストV』ではニューヨークにオーガニックカフェをオープンさせている。好きなものは家族と買い物。嫌いなものは留守番。
メル
後にケンとイライザの間に生まれた息子。『ストIII』のエンディングに登場し、初代『ストIII』および『ストIII 2nd』ではケンの股間にストレートを浴びせて悶絶させている。初代『ストIII』および『ストIII 2nd』時に3歳、『ストIII 3rd』時に4歳。漫画『RYU FINAL』ではリュウが現れるたびに行われる対戦を、父をいじめに来たと誤解して姿を見るだけで泣き出すようになる。『ストIII』より先に稼動した『X-MEN VS. STREET FIGHTER』（以下『Xスト』と表記）のエンディングで初登場しており、ケンとゲームで対戦する姿が描かれた。この時には名前が設定されておらず、"KEN'S SON"（ケンの息子）と表記されていた。
『ストV』では波動拳を「はじょーけん」と言い構えを取るが、撃つことはできない。一方、アーケードモードの「SFV」コースのエンディングではほんの微かにだが波動の光を放つことに成功しており、父から受け継がれた才能の片鱗を見せている。好きなものは両親とラットマン。嫌いなものは歯磨き。
ショーン
『ストIII』でケンが持つようになった押し掛け弟子。初代『ストIII』および『ストIII 2nd』でのケンのエンディングや、『MARVEL VS. CAPCOM CLASH OF SUPER HEROES』のリュウのエンディングで、ケンがリュウに押し付ける様子が見られる。また、『ストIV』の勝利台詞中に「弟子入りはもう受け付けていない」という内容のものがあり、その頃には弟子入りしていた模様。『ストV』では、シャドルー四天王のF.A.N.Gに首を掴まれていたところを助ける。
ガイル
イライザの姉ユリアの夫で、ケンの義兄にあたる。メルからは伯父にあたり、ユリアは伯母、ガイルの娘クリスは従姉にあたる。

### リュウとの関係
シリーズの主役的キャラクター・リュウとは幼い頃から剛拳のもとで修行を積んだ間柄であり、彼と最も関係の深いキャラクターの1人である。
リュウが巻いている赤い鉢巻は、ケンがかつて髪留めに使っていたリボンである。『ZERO2』のエンディングではリュウに渡すシーンや、劇場版アニメ『ストリートファイターII MOVIE』では額を怪我したリュウへの手当てで使用するシーンが描かれている。また、同映画内で行われた互いの拳を軽く当て合う挨拶は、後の多くの作品でも登場することとなる。
『ストII』では闘いから離れていたブランクがあるものの、ファイターとしての実力はリュウとまったく互角。リュウと同門であるために彼と比較されることも多いが、リュウが他のファイターから概ね高い評価を得ているのに対し、ケンはリュウよりも格下に見られることや、「技こそリュウに似ているが実力は劣る」と低い評価を受けることが多い。しかし、どの作品でもリュウの良きライバルとして設定されており、『ストIII 3rd』では彼とともに自分の方が勝ち星は上と主張している。
また、リュウの親友ゆえに放浪癖のある彼の所在を知るためのお目付け役として見られることもあるため、そのことに苦言を呈することもあった。
中平正彦の漫画『ストリートファイターZERO』では、「リュウが殺意の波動に目覚めたときには彼を殺してでも止めるように」と、剛拳から言いつかっている。
実写映画『STREET FIGHTER 暗殺拳』では、暗黒の波動に呑まれかけ「滅・波動拳」を放とうとしたリュウを渾身の昇龍拳で止めた。この時、初めて炎の昇龍拳を発動させ、ケンは自身の腕を火傷している。修行を終えて剛拳と別れる際に「波動の炎にも耐えられる籠手」を受け取った。

## 補足
ケンは後になってから設定が付け足されたりすることが多い。「アメリカ人のクォーター」という設定や「アメリカの大富豪であるマスターズ財団の御曹司」「全米格闘チャンプ」などの設定も後で追加されたものである。元々はアメリカへ武者修行へいっているリュウの親友である日本人という設定だった。
特に全米格闘選手権のチャンピオンという設定はケン自らアピールすることが多くなり、『CvS2』ではそのことをロレントから指摘されている。また、他のキャラクターからライバル視されることが多く、『ストEX』ではアレン・スナイダー、『ストIV』ではルーファスなどが該当する。
また、ケンは容姿が変化することが多く、作品によって微妙に髪型が違ったり、垂れ目気味やツリ目気味に描かれたりすることもある。なお、ケンの瞳の色は基本的に茶色だが、『ストリートファイターZERO -THE ANIMATION-』や『ストリートファイターALPHAジェネレーション』や『ストIV』では青色になっている（ただし『ストIV』ではイラストやアニメーションムービーにおいては茶色）。また『ストV』では茶色だがイラストでは青色になっており『ストIV』と逆になっている。あきまんは「ケンは描き手によって表情が変化する、特定のイメージに縛られないキャラクター」とコメントしている。
キャラクターデザインとしては実在の格闘家で、漫画『四角いジャングル』に登場していた頃のベニー・ユキーデが参考にされている。

## ゲーム上の特徴
『ストI』と初代『ストII』では同キャラクター対戦ができなかったため（家庭用の隠しコマンドでは可能）、リュウと基本的に同性能。しかし『ストII』ではキャラクター毎に気絶ポイントが2倍入る箇所が隠し設定で入っており、リュウとケンとではその部位が異なる。また、リュウが強キックでの投げがその場で相手を投げ飛ばす「巴投げ」であるのに対し、ケンは自身も回転しながら移動してから投げ飛ばす「地獄車」となっている（与ダメージは同じ）。『ストII』のCPU戦でのケンは、強の「昇龍拳」と「竜巻旋風脚」を多用する豪快な戦い方で、「波動拳」を軸に堅実に戦うリュウとは同じ性能ながら対照的な戦闘パターンで攻めてくる。
『ストリートファイターIIダッシュ』（以下『ストIIダッシュ』と表記）以降、同キャラクター対戦の導入に伴い「昇龍拳」の強化や足技の増加など、シリーズを重ねるたびにリュウとの差別化が進むようになる。総じて、ケンの方が見た目が派手で、一撃は軽いが技のヒット数が多く、攻めを重視したキャラクター性能へと調整されていった。
『ストIV』ではリュウよりも技の発生の速さとパンチ系の通常技の性能で劣るものの、技後の硬直の短さとキック系の通常技の性能で優れる傾向がある。「波動拳」を撃った後の隙が大きく、ウルトラコンボの発生が遅いという弱点はあるが、「踏み込み前蹴り」のリーチの長さと「強竜巻旋風脚」&「EX昇龍拳」の威力の高さでそれを補っている。
シミュレーションRPGである『NAMCO x CAPCOM』では自身の移動力や攻撃数、必殺値を強化するスキルにより速攻性能に秀でる。技量の成長率をリュウに譲る分、基本攻撃数が1多い。実質的な恩恵は無いものの、幸運が三島平八と並んでトップ。竜巻旋風脚に関しては、リュウの方が攻撃力・ヒット数共に高いという珍しい特徴がある。物理属性に耐性を持つ敵が多い本作において、リュウは近距離技が全て物理属性だが、ケンはレベルアップで熱属性の「昇龍拳（強）」を習得するため、ある程度なら相手を選ばない。反面、遠距離攻撃では「波動拳」の属性が1つのみで、遠距離の必殺技「ハドウバースト」を習得するのも中盤となる。最終的には二人揃って主力ユニット足り得る能力を持つが、どちらかと言えばケンが近距離特化、リュウが遠近両用といった趣きとなる。
『ストV』では通常技のリーチや判定などの性能は少し低いが、高いコンボ火力と優秀な起き攻めなどが強み。また、ターゲットコンボなどのおかげで操作しやすく、初心者でも立ち回りやすいキャラクターとなっている。
『スト6』では通常技のリーチや発生、コンボ火力や起き攻めに優れている。また、強版龍尾脚での奇襲や、迅雷脚での2択など強力な技もそろっている。ドライブシステムとの相性もよく、リーチの長いしゃがみ中キックからのドライブラッシュ、通称“中足ラッシュ”からコンボで壁際に追い込み、そのまま投げと打撃の2択を迫り続けられる。

## 技の解説

### 通常技
作品によって若干差異はあるが、ここでは『ウルトラストリートファイターIV・オメガエディション』、『スト6』での技名称を掲載。

#### ウル4
| 操作     | 立ち（近距離） | 立ち（遠距離） | しゃがみ         | 垂直ジャンプ     | 斜めジャンプ     |
| -------- | -------------- | -------------- | ---------------- | ---------------- | ---------------- |
| 弱パンチ | 肘打ち         | ジャブ         | ジャブ           | 肘落とし         | ジャブ           |
| 中パンチ | フック（右）   | 正拳突き       | ストレート       | ストレート（右） | ストレート（左） |
| 強パンチ | アッパー       | フック（左）   | 突き上げアッパー | 水平チョップ     | ストレート（右） |
| 弱キック | ローキック     | ハイキック     | キック           | 蹴り上げ         | 跳び膝蹴り       |
| 中キック | アゴ撥ね蹴り   | 水月蹴り       | くるぶしキック   | 前蹴り           | 膝落とし         |
| 強キック | 膝蹴り         | 一文字蹴り     | 回転足払い       | 空中回し蹴り     | 跳び蹴り         |

#### スト6
| 操作     | 立ち       | しゃがみ         | ジャンプ             |
| -------- | ---------- | ---------------- | -------------------- |
| 弱パンチ | ジャブ     | ジャブ           | 肘打ち               |
| 中パンチ | 顎撥       | ストレート       | ストレート           |
| 強パンチ | 正拳突き   | 突き上げアッパー | 打ち下ろしストレート |
| 弱キック | ローキック | キック           | ひざ蹴り             |
| 中キック | 上段横蹴り | くるぶしキック   | ひざ落とし           |
| 強キック | 一文字蹴り | 回転足払い       | 飛び蹴り             |

頭突き
『ZERO3』での近距離中パンチ。
鎌払い蹴り
半歩踏み出しの内転回し蹴り。『ストV』では踏み出しが無い。
ねりちゃぎ
『ZERO3』での遠距離中キック。
相手側の脚を頭上に掲げ、そのまま踵を振り下ろす。
この発展版が「紫電かかと落とし」。
一文字蹴り
半歩踏み出し真横に内転回し蹴り。『ストV』では踏み出しが無い。
水月蹴り
バックキック。
前蹴り
『ストIII』シリーズ以前は「蹴り上げ」の内容。
『ストIII』シリーズでは脚を前方に押出す内容。
『ストIV』シリーズでは「水月蹴り」の空中版。
空中回し蹴り
『ストIII』シリーズでは空中「鎌払い蹴り」の内容。
『ストIV』シリーズでは空中「大外回し蹴り」的な内容。

### パーソナルアクション
挑発
相手を手招きし、掛け声は、『ストIII 2nd』は「カモン!」、「カモーン!」、「来いよ!」の3種類（毎回ランダム）。『ストIII 3rd』は「掛かって来な!」の1種類のみ。
この手の動作には攻撃判定があり、2ヒットする。またこの直後に出す次の技の攻撃力が若干上がる効果がある。

### Vシステム
奮迅脚〔ふんじんきゃく〕 [VスキルI]
ダッシュする移動技。
ダッシュ中にボタンをホールドすると「踏み込み前蹴り」に派生する。
龍閃脚〔りゅうせんきゃく〕 [VスキルII]
放物線を描くように跳び、脚を振り下ろす浴びせ蹴り。ボタンホールドすることでヒット後に追撃ができる。
ヒートラッシュ [VトリガーI]
足に炎を纏い「波動拳」「昇龍拳」「竜巻旋風脚」の性能を強化させる。発動時は前方に大きくダッシュする。
神龍拳〔しんりゅうけん〕 [VトリガーII]
錐揉み回転しながら垂直に飛び上がる「昇龍拳」。元は『ZERO』から追加されたスーパーコンボ。
ボタン連打でヒット数が上昇し、最後は炎を炸裂させて相手を吹き飛ばす。最大ヒットさせると、着地後の硬直を必殺技とクリティカルアーツでキャンセル可能。
旋風鉈落とし〔せんぷうなたおとし〕 [Vリバーサル]
炎を纏った「旋武脚」（ローリングソバット）で反撃する。
電影脚〔でんえいきゃく〕 [Vシフトブレイク]
「後ろ回し蹴り」の挙動で中段ではなくやや上段を攻撃。

### 投げ技
背負い投げ
相手の胸倉を掴み投げる。『ZERO』シリーズでは使われていない。
地獄車
相手の胸倉を掴み、後ろに倒れ込んで相手と空中回転し最後に巴投げをする投げ技。初代『ストII』ではリュウとケンの性能が同じなので、この画面端に追い込みやすい投げ技を持つケンが有利とされていた。ゲームボーイ版『ストII』以降、一部のゲーム作品では地面に背面が付いて回転する投げ技になっている。また『スマブラSPECIAL』では地面にリバウンドしながら投げる技となっている。
『ストIII 3rd』では投げる方向が任意指定できないため、自分のいる向きに対して必ず後方へ投げる。そのため相手を画面端に追い詰めている状況で使うと、逆に相手を引き離してしまう。
巴投げ
相手の胸倉を掴み後に倒れ込みながら投げ飛ばす。リュウの技と同じもので、「地獄車」がなかった初代『ストIII』および『ストIII 2nd』で替わりに使用する。
つかみ膝蹴り
相手の頭部を掴み顔面に膝蹴りを2 - 17回叩き込み「顎撥ね蹴り」で締める。『スパII X』で追加された。『ZERO2』では、レバーを素早く回し、ボタン連打の追加入力をすると攻撃回数が増える。
膝蹴り
『ストIII』シリーズにて「つかみ膝蹴り」の代わりに使用する。相手の胸部を捕捉し、側腹部に膝蹴りを1 - 6回叩き込む。レバガチャとボタン連打で膝蹴りの速度が上がる。
地獄風車 / 空中地獄車
空中にいる相手を掴み、そのまま「地獄車」の状態で相手を地面に叩き付けた後も回転してその後に投げ飛ばす。こちらも『スパII X』で追加された。マーヴルVS.シリーズでの名称は「空中地獄車」。
瓦割り
『スマブラSPECIAL』での下投げ。相手を寝かした後に手刀を叩き込む。
技中の動作は、『ストI』でのボーナスステージが基になっている。

### 特殊技
稲妻カカト割り
『ストIII』シリーズ以降はその場で、それ以前は「鎌払い蹴り」と同様に半歩踏み込みつつ、足を真上に振り上げてから踵落としを放つ。
しゃがみガード不能の中段技で、作品によってヒット数が異なるのが特徴。『ストZERO』以降特殊技として使用。『ストIII』では通常技の立ち中キック（鎌払い蹴り）からの派生で出すこともできる。
『ストEX』シリーズでは、ガードブレイクおよびハードアタック技となっている。
後ろ回し蹴り
『ZERO3』や『CAPCOM VS. SNK 2 MILLIONAIRE FIGHTING 2001』（以下『CvS2』と表記）で使用。
踏み込んでの内転後ろ回し蹴りで、ヒットすると相手が吹っ飛ぶ。
踏み込み前蹴り
『ストIII 3rd』や『ストIV』で使用。摺足で前方に1歩踏み込み腰の高さまで膝を掲げ、『ストIV』では前方に押し出すように、『ストIII 3rd』と『ストV』では前方へ突き刺すように蹴りを放つ。射程距離が長いため奇襲や牽制に用いられることが多い。途中までの動作は下記の「紫電かかと落とし」と同様になっている。
紫電カカト落とし
『ストIII 3rd』や『ストIV』で使用する、「ねりちゃぎ」の発展版。
前方に1歩大きく踏み込み「稲妻カカト割り」とは逆の足で大きく踵落としを繰り出す中段技。「稲妻カカト割り」よりも足全体を振り下ろすように踵を落とすのが特徴。
ボタンを押し続けるとフェイントになり、踵落としを出さなくすることができるが、『ストV』では攻撃とフェイントが逆になった。
顎撥〔がくはつ〕
『ストV』で追加。相手の下顎を小突くようにショートアッパーを出す。

### ターゲットコンボ
近距離立ち中パンチ・近距離立ち強パンチ（ボディーブロー / 右フック→アッパー）
『ストIII』シリーズや『ストIV』で使用可能。1・2発とも必殺技やSAでキャンセル可能。
顎撥二連〔－にれん〕
「顎撥」〜アッパーのコンボ
獅子砕き〔ししくだき〕
「鎌払い蹴り」から返しで「大外回し蹴り」に繋ぐコンボ。

### 必殺技
波動拳〔はどうけん〕
組み合わせた両手から気弾を撃つ。
『ストIIダッシュ』以降はリュウの同技と比較すると弾発射までのモーションが若干遅い。技を出した後の無防備な時間が長い。
『ZERO』シリーズでは、弾発射後の硬直がリュウの同技に比べてやや短い。気弾は出際が最も威力が高い。
『スーパーストリートファイターII』（以下『スパII』と表記）『ZERO』『Xスト』と度々形状が変更されたリュウの波動拳に対して、ケンの波動拳はこれらの作品では全て初代の気弾の中に手が見える形状から変更がない。『ストIII』で形状の変更があり、リュウのものと一緒になった。
『ストV』のVトリガー[I]発動中は灼熱波動拳のようになり、ヒット時はダウンを奪う。
マーヴルVS.シリーズにおいては、前述の通り『Xスト』では他シリーズ同様のサイズのまま。『マーヴル・スーパーヒーローズ VS. ストリートファイター』（以下『マヴスト』と表記）以降は大型化した（リュウのものとは形状が異なる）が、途中で消えてしまうように。また同シリーズでは空中からも出せ、その場合斜め下に片手で撃つ。
烈風波動蹴〔れっぷうはどうしゅう〕
『ウルIV』のオメガエディションで「波動拳」と差し替えられた技。跳び内転後ろ回し蹴りで「波動拳」を放つ。
剛拳の「剛波動拳」のように軌道変更が可能だが「波動拳」よりもかなり発生が遅い。
回し蹴り自体にも攻撃判定があり、近距離で発動すると「蹴り」+「気弾」で2ヒットになるためにセービングアタックなどに強いが、蹴りの範囲が広く技自体の発生も若干遅いために飛び道具の撃ち合いには弱い。中や強は、距離によっては蹴りだけが当たり波動拳は飛んで行ってしまうことがある。EX版は左右の脚で2回連続で繰り出す。
昇龍拳〔しょうりゅうけん〕
アッパーカットを繰り出しながらジャンプする。『ストIIダッシュ』からは斜め上に飛距離が伸びるようになり、攻撃のあたる範囲がリュウより前方に広くなった。リュウの「昇龍拳」がアッパーと膝蹴りをほぼ同時に繰り出すのに対し、ケンはアッパーで相手を屈ませた後膝蹴りを叩き込んでいる。
『スパII』以降は強で出すと拳に炎を纏うようになった（『ストIII』以降のEX必殺技版も同様）。またこれ以降の作品ではヒット数が弱・中・強の順に1発ずつ多くなるようになっており、EX版はさらにヒット数が1多くなる。ただしこれらが全段ヒットするのは相手が地上にいる場合のみで、空中の相手には後述する一部作品を除き1発しかヒットしない。『ストV』では、地面と拳の摩擦で炎を起こしていると設定されている。
『ZERO2』では、オリジナルコンボ中に使用した時は、弱のほうが攻撃力が高い。強の昇龍拳は燃焼も可能だが、3連発ヒットさせないと相手はダウンしない欠点もある。
『ストV』ではEX版が「昇龍烈破」となる他、強とEXをVトリガー中に出すとヒット数が増える（強は3→5ヒット、EXは3+4→3+6ヒット）。
『ストIII』シリーズの『2nd』以降や『ストリートファイターEX』（以下『ストEX』と表記）シリーズなど一部作では、空中でも多段ヒットするようになっている。
『ウルIV』のオメガエディションのEX版では発生と同時に深く潜り込むように前進してから飛び上がる。前進で最大4ヒットし、「昇龍拳」で3ヒットのため、近距離で発動するとヒット数があがる。
『ZERO』シリーズおよび『CAPCOM VS. SNK』（以下『CvS』と表記）シリーズでは、跳び上がるまでの構え方が、深く屈み込む型になっており、リュウや豪鬼の同技とはモーションが異なる。また『MARVEL VS. CAPCOM CLASH OF SUPER HEROES』でケンモード時のリュウが使用する場合も同様に深く屈み込み、『ストIII』シリーズ以降は両者共に深く屈み込むようになった。
マーヴルVS.シリーズでは空中でも出せ、さらに『Xスト』では空中版を強で出しても炎を纏わなかったのが、『マヴスト』以降は地上・空中問わずどの強さで出しても炎を纏うようになった。
『餓狼CotW』では強、REVアーツ版がブレーキング対応。
竜巻旋風脚〔たつまきせんぷうきゃく〕
少し浮いて連続で回し蹴りを放ちながら前進する。「昇龍拳」同様多段ヒット技だが、リュウの同技と違いダウンさせることはできない。『ストIIダッシュ』以降は高速回転になり、回転している時間が短くなった。『ストリートファイターII'ターボ』以降は空中からも出せるようになった。リュウ同様にたいていのしゃがんだ相手には当てることができないが、作品によっては出だしで上げた膝の攻撃判定にヒット時相手を強制的に立たせる効果がある。
『ZERO2』では、ヒットしても相手はのけぞるだけでダウンは奪えない。弱は3発、中は4発、強は最大5発までヒットする。
『マヴスト』以降のマーヴルVS.シリーズでは斜め上に上昇しつつ繰り出し、ヒットするとカカト落としでダウンさせる。空中版は他のシリーズと大差ない。
『ストEX』では初代および『plus』でのみ、連続入力で一撃ずつ繰り出す方式になっていた（『EX2』以降は従来のタイプに戻っている）。
『ストIII』シリーズでは、回転方向および蹴り足が他シリーズとは全く逆となっている（この点は『ポケットファイター』や『NAMCO x CAPCOM』も同様）。またEX版を空中で出したものはヒット後相手を浮かせ、空中追撃を狙える。
『ストV』では弱・中版での最初の攻撃が「膝蹴り」から「一文字蹴り」に変化。また強・EX版は共に跳び膝蹴りで始動し、強は斜め下に外回しの回転蹴り落とし、EXはそのまま斜め上への竜巻旋風脚となる。なおVトリガー中に出すと脚に炎を纏う。
『餓狼CotW』ではREVアーツ版はマーヴルVS.シリーズと同様のものになる。
空中竜巻旋風脚〔くうちゅうたつまきせんぷうきゃく〕
ジャンプ中に出す「竜巻旋風脚」で、『ストIV』などの一部の作品では「竜巻旋風脚」とは別の技として扱われている（「竜巻旋風脚」にはアーマーブレイク属性があるが、こちらにはないなど）。実装当初は「竜巻旋風脚」と同様に真横に飛ぶ軌道だったが、『ストIII』『ストIV』『ストV』シリーズでは降下しながら「竜巻旋風脚」を放ち、それ以外では山なりの軌道で飛ぶ。『ストIV』ではジャンプの勢いや浮力を強める効果があり、下降中に出しても効果は薄いが、上昇中に出すと飛距離や滞空時間が大幅に伸びる。EX版は基本的に地上版に準じている。
『ストV』のEX版は2回転降下し、これとVトリガーで炎を纏う。
鉈落とし蹴り〔なたおとしげり〕
『スパII X』から登場した技。
軽く足を上げて外回りの回転での上段蹴りで踝と足の裏を当てていく蹴りでもある。
『スパII X』で追加された回転系の上段蹴りの中では隙が少ない。
鎌払い蹴り〔かまばらいげり〕
同じく『スパII X』で登場。内回しで相手に当てる上段回し蹴り。
基本的に必殺技版・通常技版とも2ヒットするが、『ストIII』シリーズ以降は1発しか（出掛かりの膝に判定無し）ヒットしない。
大外回し蹴り〔おおそとまわしげり〕
「鉈落とし蹴り」、「鎌払い蹴り」と同じく『スパII X』で登場。
挙動はリュウの遠距離立ち強キックなどと同じだが、ヒット時は相手を吹き飛ばす。
稲妻かかと割り〔いなずまかかとわり〕
以上3つの技のコマンド入力時のボタンを押し続けて本技に派生する。
以上の『スパII X』で追加された蹴り技は、『ZERO』以降は「鎌払い蹴り」が通常技、「稲妻かかと割り」が特殊技として残されていたが、『CvS』シリーズ（1作目および『PRO』ではEX仕様のみ）およびオメガエディションで再び必殺技となった（「稲妻かかと割り」は特殊技としても存在）。
『スパII X』では上記3種の蹴りにおける出掛りをキャンセルする形だが、同作以降は技の持続から派生するようになった。
『ストIII』シリーズでは「鎌払い蹴り」（通常技）〜「稲妻カカト割り」（特殊技）のコンボのみが残存する。
『SNK VS. CAPCOM SVC CHAOS』（以下『SVC CHAOS』）ではこれらの技は必殺技として出せるのだが、特殊技の扱いになっている（ガードさせても体力を減らせず、必殺技のみを取れる当て身投げに取られないかわりに通常技・特殊技を取れる当て身投げに取られる）。
雷光鉈落とし〔らいこうなたおとし〕
『ウルトラストリートファイターIV』（以下『ウルIV』）のオメガエディションで追加。
『スパII X』の「稲妻カカト割り」の再現で、「鎌払い蹴り」をキャンセルする型となる。
疾風迅雷脚〔しっぷうじんらいきゃく〕
『ウルIV』のオメガエディションで使用する。「鎌払い蹴り」のEX版でEXゲージ2ブロックを消費する。
発生は非常に速く、相手のコンボへの割り込みとしても使える優秀な必殺技。技の内容はスーパーコンボにて記載。
前方転身〔ぜんぽうてんしん〕（または「前転」）
攻撃力ゼロの移動技で、前転で素早く前方に移動する。移動中は投げに対してのみ無敵。『ZERO』シリーズでは『ZERO3』以降でのみ特殊技扱いで、通常技からのキャンセルは不能。『CvS』シリーズ以降は再度必殺技扱いになり、キャンセルが可能になった。『ストIII』では使用しない。
前倒〔ぜんとう〕
「前方転身」のフェイントのような技。前方に転がるように倒れこんだ後、しばらくして後方へ飛び起きる。『ZERO』シリーズで使用。
龍閃脚〔りゅうせんきゃく〕
『CvS』シリーズで追加された、前方に外回しで放物線を描くように跳び、脚を振り下ろす浴びせ蹴り。弟子のショーンが使う「リュウビキャク」に似た技。『CvS』では転がりつつ放つような技だったが、『PRO』以降は技の軌道が高くなり、跳ね上がりつつ蹴るようになった。『ストV』ではVスキルIIで使用する。
龍尾脚〔りゅうびきゃく〕
『スト6』で追加された、前方へ跳び込み、相手を引き込むように回し蹴りを繰り出す技。『餓狼CotW』のREVアーツ版は空中でヒットさせると相手の位置を入れ替えながらバウンドさせる。
迅雷脚〔じんらいきゃく〕
『スト6』で追加された、前方への回し蹴りから様々な蹴りでの連続攻撃を繰り出す技。始動の蹴りから、風鎌蹴り、轟雷落とし、閃火蹴の3種類の蹴りに技派生する。

### ドライブシステム / REVブロウ
焔撃ち（ほむらうち）
『スト6』ではドライブインパクト、『餓狼CotW』では地上REVブロウ。
雷突蹴（らいとつしゅう）
ドライブリバーサル。
炎龍脚（えんりゅうきゃく）
『餓狼CotW』の空中REVブロウ。

### スーパーコンボなど
昇龍裂破 / 昇龍烈破〔しょうりゅうれっぱ〕
- SAI（『ストIII』）：ストック数（1st-1/2nd・3rd-2）、ゲージの長さ（1st-104/2nd・3rd-112）（単位：ドット）

連続で「昇龍拳」を出す、ケンの代表的スーパーコンボ。『ZERO』シリーズの設定では、数々の格闘技大会において「昇龍拳」を必殺技としていたが、とある大会で「昇龍拳」をガードして着地の隙を狙う相手に出くわし、その対策として1発目の「昇竜拳」を小さく抑え、すぐさま2発目を出すことで編み出した連続技が原型とされる。初出の『スパII X』時（名称は後者）と『ZERO』以降で「昇龍拳」の回数と軌道が違い、『スパII X』および『ストEX』シリーズ、『ストIV』では「昇龍拳」が2回で、それ以外では「昇龍拳」が3回（『ZERO』などのLV1〜2は2回、『ウルIV』オメガエディションでは3回）となる。軌道は前者がその都度空中に跳ぶのに対し、後者は途中まではほとんど跳ばずに前進し、最後のみ跳び上がる。また3回目の「昇龍拳」は強の「昇龍拳」と同じく炎を纏う（マーヴルVS.シリーズでは全段）。『NAMCO x CAPCOM』では使用していない。またヒット数はLV3仕様で7ヒット（＝2+2+3、なお『ストIII 』シリーズ以降は3+3+5＝11ヒット）である。
『ストV』では「昇龍烈破」が「昇龍拳」のEX版で用いられる。
神龍拳〔しんりゅうけん〕
- SAII（『ストIII』）：ストック数（1st-2/2nd・3rd-1）、ゲージの長さ（1st-112/2nd・3rd-104）（単位：ドット）
- UCI（『ストIV』）

その場から錐揉みで垂直に回転する「昇龍拳」。回転数はレベル数＋1〜2。「昇龍裂破」同様、作品によっては炎を帯びることがある。シリーズによっては、ボタン連打によりヒットを増やせる（4〜23ヒット、通常は9〜17ヒット）。
『ZERO』からのスーパーコンボで、『ZERO』シリーズでは回転して沈み込んだ後に神龍拳を放つ。
『ZERO2』ではボタン連打の追加入力で、スピートアップと同時に攻撃回数も増加する。Lv3の時は最大14ヒットまで増加する。
『III』シリーズではレベル2スーパーコンボに準拠した仕様。
『SVC CHAOS』ではEXCEED（対戦ごとに一度だけ使用可能な技）として使用している。横へのリーチは短いが無敵時間が長く、強力な割り込み技、対空技として機能する。
『ポケットファイター』では技後に自身が黒く焦げてしまう演出がある。
マーヴルVS.シリーズでは巨大な火柱を立てつつ繰り出す。
『ストIV』ではウルトラコンボとして導入されている。通常は従来の「神龍拳」と同じ動作でさらに拳に炎の波動を纏っている。しかし、最初の1発目の攻撃を至近距離で相手にヒットさせると、「昇龍拳」で相手を打ち上げ連続で蹴りを浴びせた後（疾風迅雷脚の項で詳述）、掬い上げるような「神龍拳」でフィニッシュする。この時の「神龍拳」は、通常時とは逆の手を使用するのが特徴。またクリーンヒットしないと最後は必ず相手が自分の後ろに吹き飛ぶ。
『ストV』ではVトリガーIIとして用いられる。
疾風迅雷脚〔しっぷうじんらいきゃく〕
- SAIII（『ストIII』）：ストック数（1st-2/2nd・3rd-3）、ゲージの長さ [全作-80]（単位：ドット）

『ストIII』で初めて使われる。回し蹴りを数発繰り出しつつ前進した後、相手を蹴り上げ、ヒット時はそこから「竜巻旋風脚」で垂直、または斜め上に飛び上がって追撃を叩き込む（詳細は後述）。『ストIII』シリーズ以外は蹴り上げがヒットしなくても跳び上がるため、技後の隙が非常に大きくなる。また暗転中に踏出しの準備動作を行う他作品に比べ、『ストIII』シリーズでは蹴りの途中まで行うために発生が非常に早い。
『ストEX』では追加入力で攻撃を中断できる。
『ZERO3』や『CvS』シリーズではLV3（MAX）専用技となっている。マーヴルVS.シリーズでは『マヴスト』より使用し、全ての蹴りに炎が纏われている。なお、『MARVEL VS. CAPCOM CLASH OF SUPER HEROES』でケンモードのリュウが使用する場合は炎が出ない。
なお内容は以下の通り。
- 一文字蹴り→鎌払い蹴り→鎌払い蹴り→一文字蹴り→膝蹴り→（※）垂直or斜め方向の竜巻旋風脚…『ストIII』シリーズ/ポケットファイター
- 一文字蹴り→鎌払い蹴り→一文字蹴り→鎌払い蹴り→一文字蹴り→膝蹴り→（※）斜め方向の竜巻旋風脚→空中かかと割り…マーヴルVS.シリーズ
- 一文字蹴り→鎌払い蹴り→ローキック→鎌払い蹴り→斜め方向の竜巻旋風脚…『ZERO3』
- 鎌払い蹴り→一文字蹴り→鉈落とし蹴り→稲妻かかと割り→斜め方向の竜巻旋風脚…『CvS』シリーズ
- 鎌払い蹴り→鉈落とし蹴り→大外回し蹴り→稲妻かかと割り→斜め方向の竜巻旋風脚…『SVC CHAOS』

（※）膝蹴りがヒットした場合のみで空振り、ガード、ブロッキング時は出ない。
- 一文字蹴り→中段ソバット→上段ダブルソバット×2（で徐々に相手を打上げる）→斜め方向の竜巻旋風脚…『EX』シリーズ
- 昇龍拳（1ヒット）→水月蹴り→ローキック→一文字蹴り→鎌払い蹴り→大外回し蹴り→鬼首斬り→灼熱神龍拳（9ヒット）…『ストIV』における「神龍拳」の初撃ヒット版
- 鎌払い蹴り（2ヒット）→一文字蹴り→顎撥ね蹴り（2ヒット）→垂直の竜巻旋風脚→水月蹴り…『ウルIV』オメガエディション（ガードおよび空振りの場合は顎撥ね蹴りで終わる）。

紅蓮旋風脚〔ぐれんせんぷうきゃく〕
- UCII（『ストIV』）

『スパIV』で追加されたウルトラコンボで、「竜巻旋風脚」の強化版。両脚に炎を纏わせ、空中で外回しの連続回し蹴りを繰り出しながら前方に突進（『EX plus α』までの「竜巻旋風脚」を表裏反転させた動作であり、10回転20ヒットする）。最後の一撃で相手を上空に跳ね上げ、落下してきた所に炎を纏った跳び後ろ回し蹴りを叩き込み逆方向に蹴り飛ばすために、技後に相手との位置が入替わる。威力は「神龍拳」に劣るが突進力があり、技の発生の早さにおいてはこちらが上である。
『ウルIV』のオメガエディションでは最初の2回転（4ヒット）までヒットすると回転速度が急激に増す。
煉獄車〔れんごくぐるま〕
掴み膝蹴りから叩きつけて空中巴投げにつなぐ技。『ストリートファイター ザ・ムービー』で登場。
九頭龍裂破〔くずりゅうれっぱ〕
「疾風迅雷脚」の連続蹴り→「昇龍拳」→「昇龍裂破」（他作品でのLV1版を出す）→「神龍拳」と繰り出すコンビネーション技。『EX2 PLUS』でメテオコンボとして登場したのが初出。
この際に用いられる「神龍拳」は通常の回転上昇速度で1.5倍跳ぶ仕様で、ヒット数の上下限もこれに準拠する。
紅蓮炎迅脚〔ぐれんえんじんきゃく〕
- クリティカルアーツ（『ストV』）

『ストV』で初登場。
「ヒートラッシュ」を発動させ「旋風鉈落し」で一閃、ヒットすると相手の顔面を踏み台にして翻身着地、足に炎を纏わせ斜め上への「竜巻旋風脚」（4ヒット）で追撃し、最後に空中回し蹴り（2ヒット）で相手の顔面を蹴り飛ばす。
龍尾烈脚〔りゅうびれっきゃく〕
『スト6』で追加されたLv2スーパーアーツ。蹴りで相手を打ち上げ、空中で連続蹴りを見舞う技。出始めに無敵時間があり、ヒット後は相手と位置を入れ替える。
神龍裂破〔しんりゅうれっぱ〕
『スト6』で追加されたLv3スーパーアーツ。昇龍拳での連撃からさらに回転を加えた強烈な昇龍拳を繰り出す技。初段が空振りすると、連続で昇龍拳を繰り出す動作に変化する。
神龍翔炎破（しんりゅうしょうえんは）
『餓狼CotW』のヒドゥンギア。回し蹴りから真上に飛び上がる竜巻旋風脚を放ち、落ちてきた相手に神龍拳で追撃する。

### その他の技
W真空波動拳〔ダブルしんくうはどうけん〕
本来はリュウの技である「真空波動拳」だが、『Xスト』および『マヴスト』にてリュウとタッグを組んだとき、ヴァリアブルコンビネーションでのみケンも一緒に「真空波動拳」を同時発動できる（形状は同作のリュウと同じくビーム型）。また、『PROJECT X ZONE 2:BRAVE NEW WORLD』ではリュウとの複数技として「双龍波動拳〔そうりゅうはどうけん〕」を使用する。どちらも劇場版アニメ『ストリートファイターII MOVIE』で2人が使用した技「双竜波動拳〔ダブルはどうけん〕」が元となっている。
メテオタッグコンボ・ケン&リュウ
『EX3』でリュウがパートナーの時に発動可能なメテオタッグコンボ（個別の技名はない）。ケンが相手を蹴り飛ばし、リュウが乱撃を食らわせた後に「昇龍拳」の同時攻撃を打ち出す。
波動昇龍拳〔はどうしょうりゅうけん〕
アニメ『ストリートファイターII V』で使った技。「波動拳」と「昇龍拳」の合体技で波動の気力を極限まで溜めて、その力を一気に開放するケンのみの超必殺技。後に『UMvC3』では斜め上に波動を撃ちながら「昇龍拳」を繰り出す技として同名の技をリュウが使用している。
站椿功〔たんとうこう〕
劇場版アニメ『ストリートファイターII MOVIE』で使用。呪文のように言葉を唱えながら気を練りサイコパワーで麻痺した体を回復した。
『NAMCO x CAPCOM』ではオートスキルの一種として登場している。
ハドウバースト
本来はショーンの技だが、『NAMCO x CAPCOM』で使用する。
真・昇龍拳〔しん・しょうりゅうけん〕
これも本来はリュウの技だが、『NAMCO x CAPCOM』のイベント戦闘で、殺意の波動に目覚めたリュウに対して使用し、リュウを正気に戻した。イベントの演出として一度だけ自動使用されるのみで、プレイヤーは使用できない。
双龍拳〔そうりゅうけん〕
『NAMCO x CAPCOM』でのリュウとのMA攻撃。敵の前後から飛び込んでからの連撃の後、2人同時に昇龍拳を叩き込む。形態としては上記のメテオタッグコンボのものに近い。
『PROJECT X ZONE』でも複数技としてこの技を使用するが、演出が変更され、挟み込んで2人同時に行う波動拳、竜巻旋風脚、昇龍拳の連続技になっている。また、同作でのケンはリュウとのペアユニットになっているため、その他の使用技もすべてリュウとの同時攻撃になっている（例として「滅･波動拳&神龍拳」など）。

## 洗脳されたケン
漫画（神崎将臣）版『ストリートファイターII -RYU』では、ベガに忠誠を誓う新四天王の一人として登場。嵐の夜に殺された友人チョウの死と洗脳用麻薬「DOLL」の真相を探るために人工島SHADへ向かったケンとリュウだったが、ケンは調査中に捕まり洗脳されてしまう。記憶を封じられたケンは命令通りに試合前のリュウを襲撃して棄権に追い込んだ。その後、一度は洗脳から抜け出して記憶を呼び覚ますが、決勝前夜のベガに私闘を挑もうとしたケンの元に駆けつけたリュウの前で再び洗脳状態にされてしまい、豹変したケンはリュウへと襲い掛かる。
劇場版アニメ『ストリートファイターII MOVIE』では、リュウに置いていかれることへの焦りをベガにつけ込まれて洗脳され、リュウに襲い掛かった。しかし、不完全な洗脳であったため、リュウとの戦闘中、自身がリュウに巻いた鉢巻を見たことで自我を取り戻す。『ZERO3』のリュウのCPU戦でも似たシーンがあり、サイコパワーの洗礼を受けたケンがリュウの前に立ちはだかる。
『SVC CHAOS』では通常のケンも登場するが、隠しキャラクターとして「洗脳されたケン」（洗脳ケンとも呼称）という形でも登場する。これは『CAPCOM VS. SNK』シリーズにおける「殺意の波動に目覚めたリュウ」（以下、殺意リュウ）に相当する形になっており、それぞれCPU戦では「ツキノヨルオロチノチニクルフイオリ」と同様の条件で登場する。英語表記は「Violent Ken」（ヴァイオレント〈=乱暴な〉ケン）となっている。
「神武滅殺」の最後に放つ「昇龍拳」に『ザ・キング・オブ・ファイターズ』シリーズのオロチ一族が見せるような髑髏の浮かぶ気を放っていることから、オロチの力を持っているようにも見えるが、同作に登場するオロチ一族であるゲーニッツは洗脳ケンに対し特別な反応はしていない。一方でシャドルー四天王のバルログはサイコパワーに言及しており、ここでもベガによりサイコパワーを注入されているのがわかる。
なお、『NAMCO x CAPCOM』で春麗が犯罪超人ドッペル（『キャプテンコマンドー』の敵キャラクター）が変身したケンに襲われたときには、真っ先に洗脳の可能性を疑っていた。
『PROJECT X ZONE 2:BRAVE NEW WORLD』でもベガのサイコパワーによって洗脳され、敵として登場する場面がある。
『ウルトラストリートファイターII』（以下『ウルII』と表記）で殺意の波動に目覚めたリュウと共に参戦し、『ストII』に準じて性能がマイルドに調整された。エンディングでは洗脳が解けて正気に戻り、「こんな力にのまれていては、格闘家失格だ」と自分の精神的な弱さを痛感する。戦いを終えたケンは「自分のやり方でリュウに必ず追いつく」ことを決意するという展開で終わっており、正気に戻ることなくエンディングを迎える殺意の波動に目覚めたリュウとは対照的である。

### ゲーム上の特徴（洗脳ケン）
技の変更から1回の連続技でのダメージが上がっている。反面、歩きなどの移動速度が若干下がっている。

### 洗脳されたケンの技
ここでは『SVC CHAOS』および『ウルII』で通常のケンにないもの、および仕様の違うものについて記述する。

#### 必殺技（洗脳ケン）
波動拳
気弾の色が殺意リュウや豪鬼と同様に紫に変化する。
昇龍拳
拳に纏う炎の色が紫に変わる。
竜巻旋風脚
空中で出した時の軌道が真横に変わる。
羅刹脚〔らせつきゃく〕
超高速のフロントステップ。豪鬼や殺意リュウの「阿修羅閃空」の短距離版に相当するが構え無しで素早く移動でき、移動後の隙は少ない。
地上の相手に対し性質が変化し、弱がその眼前に、強が背後に瞬間移動する。
『ウルII』では単純に、弾抜けするフロントステップに下方修正された。

#### 超必殺技・EXCEED
神龍拳〔しんりゅうけん〕
通常のケンがEXCEEDとして使用するものだが、こちらは超必殺技として使用するうえ、拳に紫炎を纏う。
九頭龍裂破〔くずりゅうれっぱ〕
「疾風迅雷脚」の連続蹴り→「昇龍裂破」（「昇龍拳」2発目まで）→「神龍拳」と繰り出すコンビネーション技。同作では通常のケンは使用しない。落下する相手に追い討ちを仕掛けることも可能。
神武滅殺〔じんぶめっさつ〕
拳と脚による連続攻撃を乱舞し、「昇龍拳」で締める。『ウルII』でスーパーコンボとして使用する。
『SVC CHAOS』ではフロントステップの動作で突進し、相手に当たると拳と脚の乱舞を始める。また、最後の「昇龍拳」ではドクロの浮かび上がる気の柱を立てる。技構成は以下の通り。
- （フロントステップ→）ジャブ×2→肘打ち→ローキック→一文字蹴り→フック→膝蹴り→大外回し蹴り→アッパー→ジャブ→昇龍拳（『SVC』）
- 肘打ち→ローキック→ハイキック→アッパー→昇龍拳（『ウルII』）

## 登場作品
- ストリートファイター（初代）
- ストリートファイターIIシリーズ
- ストリートファイターZEROシリーズ
- ストリートファイターIIIシリーズ
- ストリートファイターEXシリーズ
- ストリートファイター ザ・ムービー
- ストリートファイター リアルバトル オン フィルム
- マーヴルVS.シリーズ
  - X-MEN VS. STREET FIGHTER
  - マーヴル・スーパーヒーローズ VS. ストリートファイター
  - MARVEL VS. CAPCOM 2 NEW AGE OF HEROES
- ポケットファイター
- CAPCOM VS. SNKシリーズ
- SNK VS. CAPCOMシリーズ
  - 頂上決戦 最強ファイターズ SNK VS. CAPCOM
  - SNK VS. CAPCOM SVC CHAOS
- PERFECT KO
- ストリートファイターIVシリーズ
- ストリートファイター X 鉄拳
- ストリートファイターVシリーズ
- ストリートファイター6

対戦型格闘ゲーム以外の登場ゲーム作品
- Street Fighter 2010: The Final Fight（北米版）
- スーパーパズルファイターIIX
- SNK VS. CAPCOM 激突カードファイターズ全シリーズ（トレーディングカードゲーム版も含む）
- NAMCO x CAPCOM
- PROJECT X ZONEシリーズ
- ストリートファイター オンライン マウスジェネレーション
- ヴァルキリーコネクト
- 大乱闘スマッシュブラザーズ for Nintendo 3DS / Wii U（観賞用フィギュアとして登場）
- 大乱闘スマッシュブラザーズ SPECIAL（プレイヤーキャラクターとして登場）

ゲーム以外の登場作品
- ストリートファイターII-RYU 神崎将臣著
- ストII爆笑!!4コマギャグ外伝 橋口隆志著
- 中平正彦の漫画
  - ストリートファイターZERO (漫画)
  - さくらがんばる!
  - RYU FINAL
- SUPER STREET FIGHTHRII X 外伝 伊藤真美著
  - 第八話「闘いの先に見えざる者」の主人公。ケン以外にエドモンド本田も登場する。
- ドラマCD
  - ストリートファイターII 復讐の戦士
  - ストリートファイターZERO 外伝 〜春麗旅立ちの章〜（回想シーンのみの登場）
  - ストリートファイターEX ドラマCD
  - ストリートファイターEX2 ドラマCD

アニメ
- ストリートファイターII〜よみがえる藤原京〜
  - 博覧会のパビリオンアニメのため、藤原京についての歴史のメイン解説者となっている。
- ストリートファイターII V
- ストリートファイターZERO -THE ANIMATION-
- ストリートファイターALPHAジェネレーション

## 備考
- 漫画家の伊藤真美はケンのファンであり、彼女の漫画にはケンがクローズアップされている。
- カプコンが1990年にファミリーコンピュータで発売した『2010 ストリートファイター』の北米版であるNES版『Street Fighter 2010: The Final Fight』では、主人公が『ストI』から時を経て科学者となった未来のケン（KEN）本人という設定になっている。ファミコン版『2010』ではケビン・ストレイカーという全くの別人が主人公だったが、NES版ではこの変更に合わせてストーリーも全く異なるものへ変更されている（ただし、グラフィックは同じである）。『ストII』発売前の作品のため、この作品でのケンの設定は後のシリーズとは繋がりがない。
- ゲーメスト編集による『ストII』のその後を描いた『FAREWELL FIGHTERS』では、ケンの子供は双子となっていて、髪の色はそれぞれ黒と金髪という違う色になっている[22]。この設定は非公式であり、後に『スパIV』の開発ブログ内で正式に否定されている[23]。
- 『ストIII』の開発当初は登場が決まっていなかったが、途中から復活した（初代『ストIII』のサントラ内に記述）。
- マーヴルVS.シリーズでの個人のエンディングでは、『Xスト』ではケンとメルがプレイしていたゲームだった、『マヴスト』では修行時代のケンが見ていた夢であったと、いずれも夢オチに分類される内容として描かれている。
- 『新 鬼武者 DAWN OF DREAMS』では、条件を満たすと天海のコスチュームとしてケンの格好になるものが登場する。また、『戦国BASARA4 皇』では千利休の特別衣装としてケンのコスチュームが登場する。
- 『ウルIV』のオメガエディションの「竜巻旋風脚」の強は密着時、ヒットのタイミングが「竜・巻・旋・風・脚」のリズムに合うように変更されている。
- 香港映画『シティーハンター』ではケンに扮したゲイリー・ダニエルズが、春麗に扮したジャッキー・チェンと戦うというパロディシーンが存在する。
- 『ストII』のCPUが使う昇竜拳を多用する戦法は「ドラゴンダンス」と呼ばれ、『熱唱!!STREET FIGHTER II』における楽曲の歌詞にもなっている。

## 声優
格闘ゲームでの担当声優
- 岩永哲哉（「ZEROシリーズ」「EXシリーズ」（EX2およびEX2 PLUSを除く）、MARVEL VS. CAPCOMシリーズ、スーパーパズルファイターIIX、ポケットファイター、NAMCO x CAPCOMなど）
- 山根剛（『ストリートファイターEX2』『EX2 PLUS』）
- 戸部公爾（『III 1st』『III 2nd』）
- 岸祐二（『III 3rd』以降の関連作品）
- モンスター前塚（現・前塚あつし）（『SNK VS. CAPCOM SVC CHAOS』）
- ルーベン・ラングダン（『IV』『V』『ストリートファイター X 鉄拳』『スマブラSP』英語音声）
- David Matranga（『6』英語音声）

その他の関連作品での担当声優
- 関俊彦（ドラマCD『ストリートファイターII 復讐の戦士』）
- 羽賀研二（劇場版アニメ『ストリートファイターII MOVIE』、テレビアニメ『ストリートファイターII V』）
- 池田優こ（テレビアニメ『ストリートファイターII V』：子供時代）
- 難波圭一（ストリートファイターII〜よみがえる藤原京〜 ロマントピア藤原京'95）
- 二又一成（ドラマCD『ストリートファイターZERO 外伝 〜春麗旅立ちの章〜』）
- 一条和矢（OVA『ストリートファイターZERO -THE ANIMATION-』）
- 花輪英司（OVA『ストリートファイターALPHAジェネレーション』）
- 藤原啓治（実写映画版『ストリートファイター』吹き替えテレビ版）
- 江原正士（実写映画版『ストリートファイター』吹き替えソフト版）

### イライザの声
- 沢城みゆき（ストリートファイターIV）
- 吉田聖子（ストリートファイターV）
- 川村万梨阿（ドラマCD『ストリートファイターEX』）
- 鶴ひろみ（劇場版アニメ『ストリートファイターII MOVIE』）